# Julius Kugy

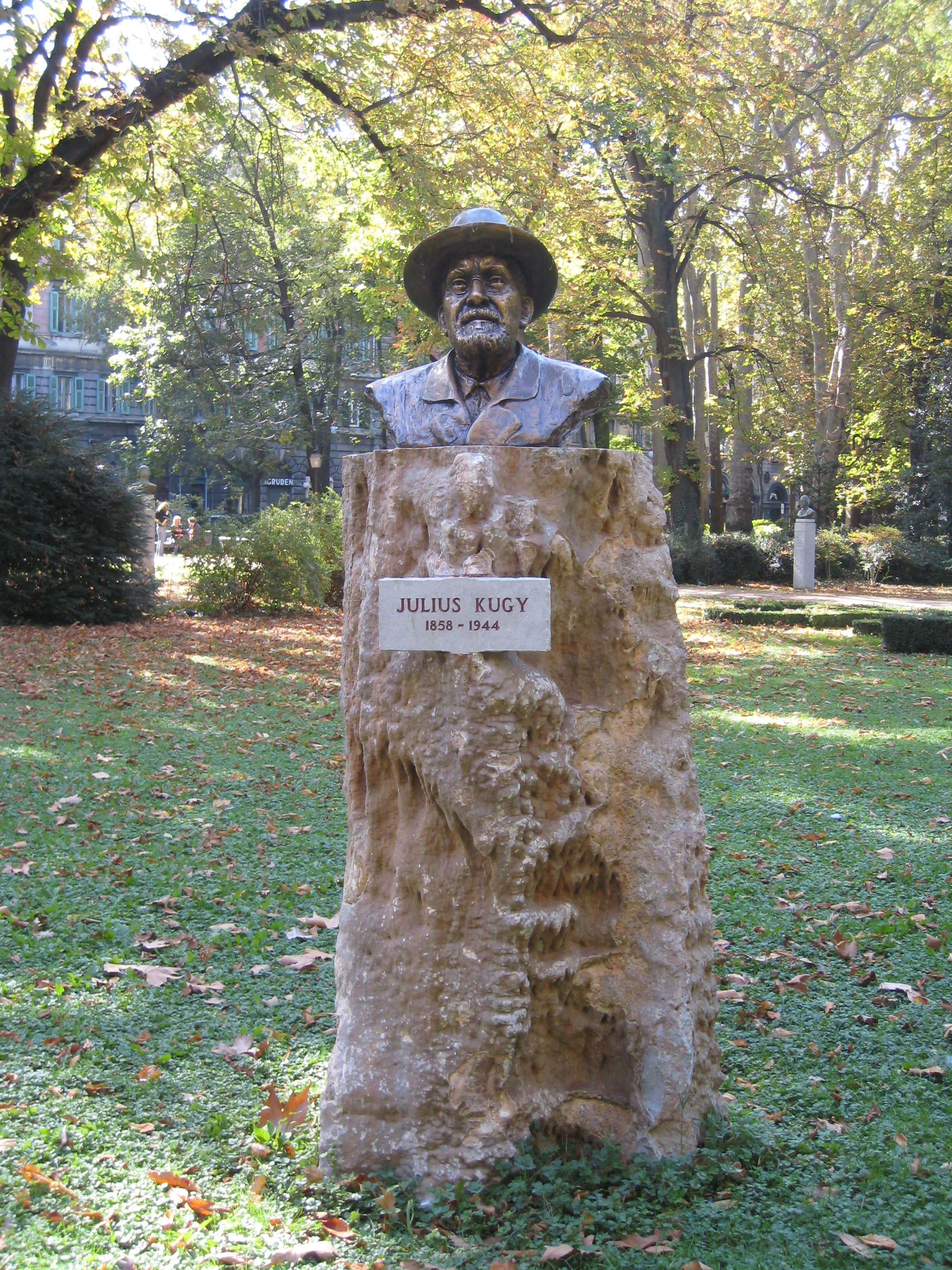
L'erma dedicata a Julius Kugy a Trieste per i 150 anni dalla sua nascita

Julius Kugy, a volte italianizzato Giulio Kugy (Gorizia, 19 luglio 1858 – Trieste, 5 febbraio 1944) è stato un alpinista, scrittore, botanico, umanista, avvocato e ufficiale austriaco con cittadinanza austro-ungarica.

## Biografia
La madre, Giulia Vessel, era triestina di lingua slovena (figlia del poeta Jovan Vesel Koseski), mentre il padre, Pavel, era carinziano ma si era trasferito a Trieste, dove aveva fondato con un socio una ditta di importazione di merci coloniali chiamata Pfeifer & Kugy.
In gioventù si appassionò alle montagne grazie ai numerosi soggiorni presso il villaggio natale del padre, Lind, vicino ad Arnoldstein. Frequentò il Ginnasio a Trieste e proseguì gli studi universitari a Vienna, dove si laureò in giurisprudenza nel 1882. Alla morte del padre, si dedicò alla gestione dell'azienda familiare, senza però trascurare l'alpinismo.
Anche se ebbe modo di esplorare gran parte delle Alpi, dedicò la sua intera carriera alpinistica a scalare le vette delle Alpi Giulie, aprendo non meno di 50 nuove vie assieme a guide locali: note furono la scalata al Jôf di Montasio e quella alla Škrlatica.
Oltre all'alpinismo Kugy coltivava molti altri interessi, fra cui la scrittura, la musica e la botanica. Assieme all'amico Albert Bois de Chesne organizzò un giardino botanico alpino, e durante le sue escursioni si dedicò anche a rilievi botanici, cercando in particolare una pianta, la Scabiosa trenta, che si rivelerà poi inesistente. 
In ambito musicale, con altri appassionati di musica, fondò la Società dei filarmonici, un'orchestra di musicisti non professionisti, e il Coro Palestriniano; agli inizi del XX secolo donò alla chiesa cattolico-armena dei Mechitaristi di Trieste un organo, che suonerà spesso alla domenica durante le celebrazioni.
Nel 1915, allo scoppio della prima guerra mondiale, si arruolò volontario nell'esercito austro-ungarico benché avesse 57 anni. Durante il conflitto, grazie alla sua vasta conoscenza del fronte dell'Isonzo, svolgerà il ruolo di ufficiale Alpenreferent (consulente alpino), creando una scuola di roccia e fornendo preziosi consigli ai comandi dell'esercito.
Al termine del conflitto, ormai in età avanzata, smise di scalare e si dedicò completamente alla scrittura, pubblicando libri e scrivendo su riviste specializzate. Nel 1932 scrisse la propria biografia intitolata Arbeit, Musik, Berge - Ein Leben (La mia vita nel lavoro, per la musica, sui monti).
Morì a Trieste, il 5 febbraio 1944.
A Julius Kugy, che parlava correntemente tedesco e italiano e, pur non padroneggiandone la lingua (com'egli stesso scrive nel libro Aus dem Leben eines Bergsteigers), era molto vicino al popolo e alla cultura slovena, sono dedicati monumenti e vie in Austria, Italia e Slovenia, ed egli è considerato il padre dell'alpinismo moderno nelle Alpi Giulie.